# Garbary (województwo podlaskie)
Garbary – wieś w Polsce położona w województwie podlaskim, w powiecie białostockim, w gminie Michałowo.
W latach 1975–1998 miejscowość administracyjnie należała do województwa białostockiego.

## Linki zewnętrzne

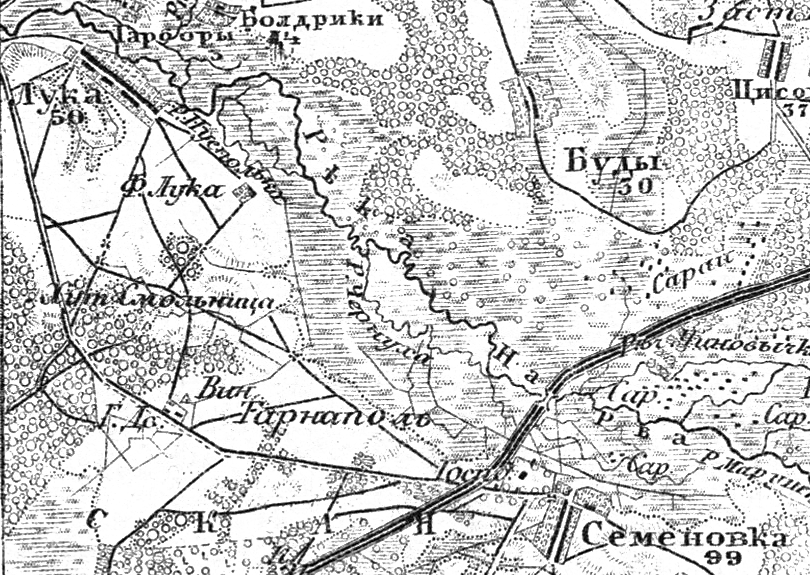
Wieś Garbary (oznaczona jako Гарбары) na starej rosyjskojęzycznej mapie.